# Guglionesi
Guglionesi – miejscowość i gmina we Włoszech, w regionie Molise, w prowincji Campobasso.
Według danych na rok 2004 gminę zamieszkiwało 5158 osób, 51,6 os./km².

## Miasta partnerskie
- Herceg Novi, Czarnogóra